# Devour
Devour är en amerikansk skräckfilm från 2005, regisserad av David Winkler.